# Chiromyscus chiropus
Chiromyscus chiropus är en däggdjursart som först beskrevs av Thomas 1891. Chiromyscus chiropus är ensam i släktet Chiromyscus som ingår i familjen råttdjur. Internationella naturvårdsunionen kategoriserar arten globalt som livskraftig. Inga underarter finns listade i Catalogue of Life.
Denna gnagare når en kroppslängd (huvud och bål) av 13 till 16 cm och en svanslängd av 20 till 25 cm. Den mera grova pälsen är ockra på ovansidan, ibland med svarta skuggor, och undersidan är vitaktig. Kring ögonen finns mörka ringar. Öronen och svansen är täckta av små fina hår och vid svansens slut finns en liten tofs. Djuret liknar allmänt arterna i släktet Niviventer. På bakfötternas första tår förekommer naglar istället för klor och dessutom är stortån motsättlig.
Chiromyscus chiropus förekommer i Sydostasien. Utbredningsområdet sträcker sig över sydöstra Kina (Yunnan), Myanmar, Thailand, Laos och Vietnam. Habitatet utgörs av städsegröna skogar och angränsande buskskogar. I bergstrakter når arten 800 meter över havet.
Individerna klättrar främst i växtligheten. Annars är nästan inget känt om levnadssättet.